# Karácsonyi meglepetés (rajzfilm)
A Karácsonyi meglepetés 1975-ben bemutatott magyar rajzfilm, amelyet Kovács István rendezett. Az animációs játékfilm producere Imre István. A forgatókönyvet Várnai György írta, a zenéjét Deák Tamás szerezte. A mozifilm a Pannónia Filmstúdió gyártásában készült.

## Rövid tartalom
Egy testvérpár (kisfiú és kislány) karácsonykor szeretné megajándékozni a nagyapát. Elindulnak pénzt keresni, de minden kísérletük balul üt ki. De az ünnep előtti pillanatban mégis valóra válhat a tervük.

## Alkotók
- Rendezte: Kovács István
- Írta: Várnai György, Kovács István
- Dramaturg: Osvát András
- Zenéjét szerezte: Deák Tamás
- Operatőr: Cselle László, Klausz András
- Hangmérnök: Bársony Péter
- Vágó: Czipauer János
- Tervező: Rofusz Ferenc
- Háttér: Csonka György
- Rajzolták: Dózsa Tamás, Eötvös Zsuzsa, Pomázi Lajos
- Színes technika: Kun Irén
- Gyártásvezető: Doroghy Judit
- Produkciós vezető: Imre István

Készítette a Pannónia Filmstúdió.